# H.M. Jacobsen
Hans Marius Jacobsen (25. juni 1869 i Tórshavn - 19. september 1944, Tórshavn) var en færøsk lærer, redaktør og skuespiller.
Hans forældre var smed Hans Christoffer Jacobsen, søn af bonden Jacob Christiansen på kongsgården Húsagarður i Tórshavn og Ellen Elisabeth Justsdatter), og Armgardt Marie Christine f. Wenningstedt (datter af skrædder Jens Wenningsted (no) og Maren Winther), alle af Tórshavn .
Han blev gift 1902 med Sara Sofia Jacobsen (1882-1969) af Skálavík.

## Ungdom
Han gik i præliminærskole i Tórshavn, der imidlertid først fik eksamensret i 1893. Han tog derfor præliminæreksamen fra Blågård Seminarium og Efterslægtens skole i København 1885-86. Her blev han bekendt med Jeppe Aakjær, der tog præliminæreksamen på Blågårds skole samtidig.
Hjemvendt til Færøerne arbejdede han på kontor 1886-88, hvorefter han atter tog til Danmark. Han uddannede sig her til mejerist på Langeland og Falster, hvorefter han arbejdede som kontorist indtil 1893, hvor han igen vendte hjem til Færøerne. 

## Lærergerningen
Hans Marius Jacobsen var vikar og konstitueret andenlærer ved Tórshavns kommuneskole 1893-96. Han gik samtidig på seminariet i Tórshavn 1894-96, hvorfra han tog eksamen med udmærkelse.
Han blev vikar på Tvøroyri skole og herefter ansat i to år som lærer på den privatskole i Tvøroyri, som lokale erhvervsmænd havde stiftet. I 1899-1902 var han ansat som lærer ved skolen i Skálavík, fra 1902-16 i Sørvági, 1916-19 i Sandavági og fra 1919-34 ved Tórshavnar kommuneskole igen. I 1934 gik han på pension. 
H.M. Jacobsen var i 1898 medstifter af Færøernes lærerforening, Føroya Lærarafelag.
Uagtet at færøsk ikke fandtes som skriftsprog i hans barndom, tilegnede han sig det i en sådan grad, at det blev en del af hans undervisning. Den færøske sprogstrid, der fandt sted i slutningen af 1800- tallet og ind i 1900-tallet, fulgte to spor. Dels overhovedet at få færøsk anerkendt som undervisnings- og kirkesprog, dels at få etableret en retskrivning (ortografi). Her kæmpede to systemer, nemlig den fonetiske retskrivning formuleret af dr. Jacob Jakobsen (1864-1918), der baserede sig på nutidig udtale, overfor den etymologiske retskrivning (udledt fra oldnordisk) udarbejdet af V. U. Hammershaimb (1819-1909). Sidstnævnte endte med at blive norm.
Den etymologiske retskrivning ligger ret langt fra udtalen, og kan være vanskelig at for børn at lære. Det foranledigede H. M. Jacobsen til at udgive en stavebog for små børn. 
I sin tid som lærer i Sandavági var H.M. Jacobsen blandt drivkræfterne for indsamling til og opsættelse af et mindesmærke for V. U. Hammershaimb, der var født i Sandavági, i anledning af 100-året for dennes fødsel 1819.

## Skuespiller
H. M. Jacobsen var ud af en litterært interesseret familie, og fik anskaffet sig en for sin tid betydelig bogsamling, som han for en stor dels vedkommende selv indbandt.  Han var allerede godt bekendt med både den klassiske og samtidige litteratur og dramatik under sine to ungdomsophold i Danmark, og besøgte dengang teatrene flittigt, især til forestillinger med Holberg.        Iflg. Rikard Long  skulle han med held selv have forsøgt sig som skuespiller på de københavnske scener; dette er dog ikke bekræftet af andre kilder.
Hjemvendt deltog han i det Tórshavnske teaterliv, der udfoldede sig i halvfemserne inden for de givne rammer. På billedet optræder han siddende sammen med Christen Holm Isaksen (fo), kendt som Kristin í Geil i midten og Jógvan Waagstein t.v.  
I årene som lærer i bygdeskoler var mulighederne for dramatisk udfoldelse begrænsede. Dog optrådte han ved forsamlinger og på turné med oplæsninger 10).
Hjemvendt til Tórshavn blev han medstifter af det i 1918 oprettede Havnar Sjónleikarfelag (Tórshavns teaterforening), kom i bestyrelsen og var dets formand 1920-22 og 1924-28. I denne periode fik foreningen opført skuespilshuset Sjónleikarhúsið, der åbnede til Olaifesten (Ólavsøka) 1926, og som endnu står som oprindeligt opført med senere tilbygninger. William Heinesens tegning fra 1924 viser H.M. Jacobsen, Chr. Holm Isaksen (Kristin í Geil), Poul Isaksen (Poul í Geil) og H.C.W. Torgarð.
Frem til sin død deltog han ivrigt i foreningens forestillinger.
I foreningens 100-års festskrift anerkendes han for sammen med Kristin í Geil at have haft afgørende betydning for skuepladsens udvikling igennem de mange år fra 1895 til og med stiftelsen af foreningen og skuespilhuset.
I sin nekrolog oplyser den mangeårigt efterfølgende formand Hans Andrius Djurhuus, at Hans Marius Jacobsen var æresmedlem af Havnar Sjónleikarfelag, hvilket ikke er oplyst i foreningens 100 års festskrift.

## Redaktør
Hans Marius Jacobsens var kendt for sin smukke håndskrift og gode pen, og blev ofte opfordret til at træde til, når særlige dokumenter skulle udfærdiges. Bl.a. kalligraferede han grundstensdokumenter til Sjómansheimið, 1921, på færøsk, Færø Amts Hospital, 1921, på dansk, Goymsla fyri Føroya Amts Bókasavn, Embætisskjalasøvnini og Føroya Forngripir, 1929, på færøsk. Udkast til disse i blyant er overleveret til Tórshavnar Býarsavn.
På trods heraf findes der kun lidt trykt materiale under hans eget navn. Det førte dog til, at han blev kaldet til ansvarshavende redaktør på partibladet Føroya Socialdemokrat fra 1. November 1932, hvor han skrev det store flertal af bladets ledere. I nogle af disse kritiserede han den danske socialdemokratiske regering, bl.a. for begrænsning af færøske fiskeres adgang til grønlandske farvande, hvad der førte til hans afskedigelse på gråt papir i slutningen af juli 1934.
Samtidig hermed grundlagde han et upolitisk, egentligt dagblad, Dagblaðið (ikke at forveksle med det senere partiorgan for Folkeflokken af samme navn). Det udkom 6 dage om ugen, med ham selv som ansvarshavende redaktør. Det indeholdt dagligt nyt fra øerne og udlandet, indsendte bidrag af både politisk og oplysende karakter, nyt fra Lagtinget og Tórshavns byråd o.l. Det ophørte med at udkomme efter kun 31 numre 1. september 1934, uden at grunden blev oplyst. 
I sit otium blev han af den færøske lærerforening anmodet om at forestå indsamling af materiale og fotos til samt redigering af en bog om de lærere, der var udgået fra Føroya Læraraskúli (seminarium) fra stiftelsen i 1873 og til 1938.
Han påbegyndte arbejdet, udarbejdede og rundsendte spørgeskemaer til alle de lærere, der faldt inden for afgrænsningen. Men det gik langsomt med at få svarene retur, og arbejdet blev afbrudt ved hans død 1944. Det indsamlede materiale blev dog anvendt, da det  ca. 10 år senere lykkedes at få arbejdet genoptaget og bogen udgivet, nu med alle, der havde været lærere på Færøerne. Den første udgave af Lærarafólk í Føroyum kom i 1957, den anden i 1976.